# دبليو دبليو إي تو فايف لايف
دبليو دبليو إي تو اوه فايف بالأنجليزية WWE 205 Live  و يعرف باختصر أيضًا إلى 205 Live (يُعرف باسم «تو أوه فايف لايف») و يعني بالعربية دبليو دبليو إي 205 مباشر  وهو عبارة عن برنامج تلفزيوني للمصارعة على الويب يتم إنتاجه و الترويج له من قبل الأتحاد الترفيهي للمصارعة المعروف بأسم WWE ، والذي يتميز بفئة الوزن المتوسط تحت 205رطل و تم تسجيل هذا البرنامج كعلامة تجارية رابعة غير إن إكس تي وراو وسماك دون . اعتبارا من الرابع من أكتوبر 2019، تم تبثه حاليا في ليالي الجمعة في الساعة العاشرة بالتوقيت الشرقي على شبكة WWE بعد عرض  ليلة الجمعة سماك داون  الذي يبث بشكل مباشر على قناة FOX وفوكس ديسبورت .
تم عرض العرض لأول مرة على شبكة WWE في الـ 29 نوفمبر 2016 ، وتم بثه في الأصل بعد عرض سماكدون في ليالي الثلاثاء. حيث تم نقله بدلا من برنامج توكينج سماك Talking Smack ، الذي كان يبث في الساعة 10:00 مساءً بالتوقيت الشرقي و تم بث توكينج سماك إلى توقيت جديد و هو  الساعة 11:00 مساءً شرقًا بعد بث عرض تو أوه فايف لايف 205 Live حتى إلغاء توكينج سماك في شهر يوليو 2017.
في سبتمبر 2018 ، انتقل العرض إلى ليالي الأربعاء في الساعة 7:00 مساءً بالتوقيت الشرقي  قبل بث عرض NXT مباشرة ، لكنه لم يعد «مباشر»  بل كان يسجل في ليالي الثلاثاء قبل البث المباشر لعروض سماك دون .
في الـ13 من يناير 2019  عاد العرض إلى البث المباشر في ليالي الثلاثاء في الساعة 10 مساءً و ظل هكذا حتى 24 سبتمبر 2019 .

## التاريخ

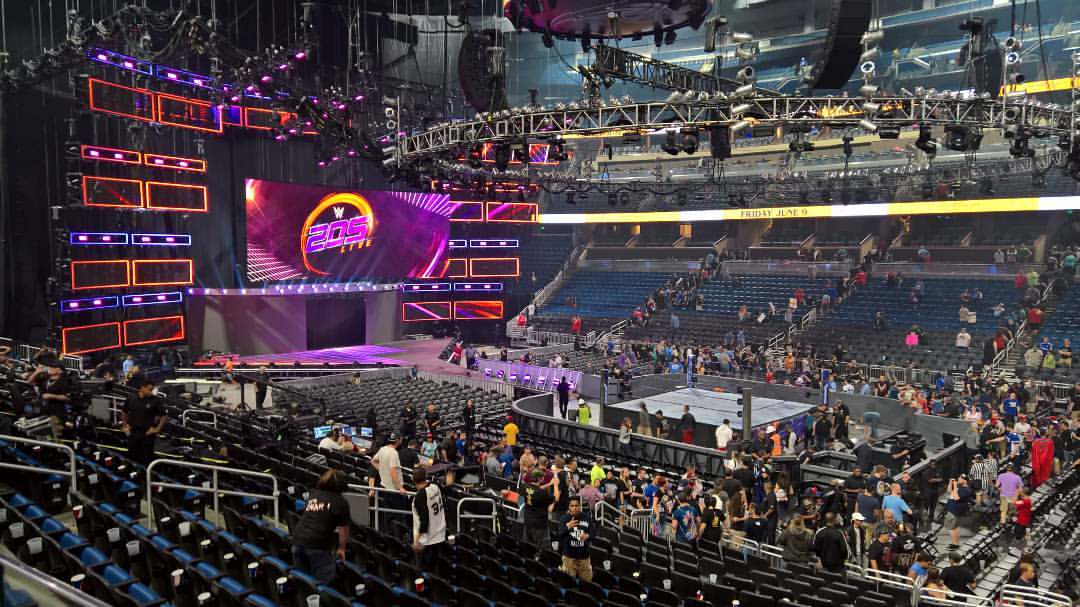
احدي عروض 205 لايف في مركز امواى

تم إنشاء عرض 205 لايف عقب النجاح الكبير التي حققته بطولة Cruiserweight Classic ، لتتميز بهؤلاء الذين شاركوا في البطولة وغيرهم ممن وقعوا مع الاتحاد بدوام كامل ضمن قسم الوزن المتوسط في WWE. صرح تربل أتش ، المنتج التنفيذي ومصارع أتحاد WWE ، أن البرنامج مصمم ليكون بمثابة واجهة للقسم ، بمظهره وأسلوبه المميز مقارنة بعروض WWE الأخرى.
تأسست العلامة التجارية كملحق لعرض الراو في البداية خلال لعام 2016 ، مع صياغة جميع مصارعي فئة الوزن المتوسط كتابعين للرو خلال الدرافت لعام 2016 . و بعد عرض 205 لايف الأول أصبح العديد من مصارعي فئة الكروزواي في كل من عرض الراو و 205 لايف ، بالإضافة إلى ظهورهم من حين لآخر في عروض إن إكس تي .
و تم بث عرض 205 لايف لأول مرة في الـ 29 نوفمبر 2016 و شهد الحدث الرئيسي للحلقة الافتتاحية فوز ريتش سوان على براين كيندريك ليتوج بطولة دبليو دبليو إي للوزن المتوسط  .
في 7 نوفمبر 2017 ، تمت دعوة قسم إن إكس تي يو كيه إلى المشاركة في عروض 205 لايف . حيث كانت هذه هي قائمة البداية الأولى لمشاركة معظم شعبة المملكة المتحدة باستثناء بيت دان ، الذي ظهر لأول مرة في عرض Raw بتاريخ 6 نوفمبر 2017 .
في يناير 2018 ، استحوذ تربل أتس على رئاسة الجانب الإبداعي لعروض 205 لايف . و تم الإعلان عن أول التغييرات في إطار رئاسته حيث أنه 23 يناير ، حيث أعلن دانييل برايان أن أول مدير عام للعرض سيتم الإعلان عنه في الأسبوع التالي. و تم الكشف عن هويته ذلك المدير العام ليكون هو دريك مافيريك (المعروف سابقًا باسم «روك ستار سبود» من أتحاد توتال نون ستوب أكشن المعروف إيضاً بأسم إمباكت ريسلينج ). أعلن عن دوري بطولة مكون من 16 رجل علي بطولة الوزن المتوسط الشاغرة ، والتي فاز بها سيدريك ألكساندر . بمجرد بدء البطولة و بدأ قسم وزن المتوسط في الاتحاد يصارع  بشكل حصري في عرض 205 لايف وتوقفوا عن الظهور في عرض الراو .
في سبتمبر 2018 ، نظرًا لقيام الأتحاد بأطلاق الموسم الثاني من بطولة WWE Mixed Match Challenge  انتقل عرض 205 لايف من تنسيق البث المباشر بعد سماك دون إلى تنسيق البث المسجّل بشك مسبق ( حيث يتم التسجيل قبل بدء عرض سماك دون ) و تم بث  العرض قبل عرض NXT يوم الأربعاء الساعة 7:00 مساءً بالتوقيت الشرقي.
في 15 يناير 2019 ، عاد العرض إلى ليالي الثلاثاء في الساعة 10 مساءً شرقًا وعرض مرة أخرى على الهواء مباشرة. وبعد أتنقال عرض سماكداون إلي ليالي الجمعة ابتداء من 4 أكتوبر 2019، تم نقل عرض 205 لايف أيضا إلي ليالي الجمعة في العاشرة مساءاً بالتوقيت الشرقي بعد بث سماكدون .
و قبل انتقال NXT مباشرة إلى شبكة USA ، تحدث تربل إتش المدير التنفيذي و المسئول الأول عن عرض NXT  مع  مجلة نيوزويك في سبتمبر 2019 وقال «ستبدأ في رؤية 205 [مباشر]» تصبح جزءًا من فئة NXT. وقال إن موهبة 205 لايف ستنتقل نحو عروض NXT ، وأن عروض 205 لايف قد «ضاعت أصبحت في طي النسيان» ، وأن بطولة الوزن المتوسط سيكون لها معنى أكبر ضمن عروض NXT حيث يمكن أن تخلق المزيد من الفرص لمصارعي الوزن المتوسط. و بعد ذلك تم الإبلاغ أن فريق NXT الإبداعي سيكون مسؤولاً عن كتابة عروض 205 لايف. في الشهر التالي ، بدأ الدفاع عن اللقب في عروض NXT وتمت إعادة تسميته إلى «بطولة NXT للوزن المتوسط» ، لتصبح ضمن بطولات العلامة التجارية NXT.
في 18 أكتوبر 2019 و أعلن دريك مافيريك - الذي تم نقله إلى عرض سماكدوون ولكنه ظل مديرًا عامًا لـعروض 205 لايف - أنه بعد درافت 2019 ، أبرمت اتفاق تبادل المواهب مع المدير العام الخاص بعرض NXT وليام ريجال ، حيث قام مصارعو NXT (الذين في حدود وزن 205 باوند) يمكن أن يتصارع أيضا في 205 لايف .

## الابطال
في الـ 14 سبتمبر 2016 ، أعلن تربل أتش أن الفائز في بطولة Cruiserweight Classic لن يحصل على كأس فقط بل سيحصل أيضًا على بطولة WWE للوزن المتوسط و سينضم مصارعي قسم الوزن المتوسط إلي علامة راو التجارية. في الأصل ، تم الدفاع عن اللقب بشكلٍ حصري في عرض الرو ، ولكن في 29 نوفمبر 2016 ، تم إطلاق عرض 205 لايف لقسم وزن الوزن المتوسط، ولفترة من الوقت ، تم الدفاع عن اللقب في كلا من عرض الراو و 205 لايف حتى عام 2018 عندما أصبح اللقب الحصري للعرض الأخير - الذي سيصبح في نهاية المطاف علامة التجارية رابعة .و في أكتوبر 2019 ، أصبح اللقب مشتركًا مع العلامة التجارية NXT وأعيد تسميته إلى  «بطولة NXT للوزن المتوسط».

## تاريخ البث
| القناة   | موعد البث                        | السنوات                               |
| -------- | -------------------------------- | ------------------------------------- |
| شبكة WWE | الثلاثاء 10 مساءً بالتوقيت الشرقي | منذ 29 نوفمبر 2016 حتي 11 سبتمبر 2018 |
| شبكة WWE | الأربعاء 7 مساءً بالتوقيت الشرقي  | منذ 19 سبتمبر 2018 حتي 9 يناير 2019   |
| شبكة WWE | الثلاثاء 10 مساءً بالتوقيت الشرقي | منذ 15 يناير 2019 منذ 24 سبتمبر 2019  |
| شبكة WWE | الجمعة 10 مساءً بالتوقيت الشرقي   | منذ 11 أكتوبر 2019 حتى الآن           |

## شخصيات على الهواء

### الشخصيات الرئيسية
| ممثل السلطة  | الدور      | الموعد البدء  | تاريخ الانتهاء | ملاحظات                                                                                                |
| ------------ | ---------- | ------------- | -------------- | --- |
| دريك مافيريك | المدير عام | 30 يناير 2018 | حتي الآن       | أعلن دانيل براين أن مافريك هو المدير العام الجديد لقسم الوزن المتوسط في 30 يناير 2018 من حلقة 205 لايف |

### المعلقين
| المعلق                                                    | تاريخ البدء                       | تاريخ الأنتهاء                    |
| --------------------------------------------------------- | --------------------------------- | --------------------------------- |
| ماورو رونالو و كوري جريفز وأوستن أريس                     | 29 نوفمبر 2016                    | 28 فبراير 2017                    |
| ماورو رونالو و كوري جريفز                                 | 7 مارس 2017                       | 7 مارس 2017                       |
| توم فيليس و كوري جرفيز                                    | 14 مارس 2017                      | 6 يونيو 2017                      |
| فيك جوزيف و كوري جريفز                                    | 13 يونيو 2017                     | 29 أغسطس 2017                     |
| فيك جوزيف و نايجل ماكغينيس                                | 5 سبتمبر 2017                     | 19 سبتمبر 2017                    |
| فيك جوزيف و نايجل ماكغينيس                                | 3 أكتوبر 2017                     | 3 أبريل 2018                      |
| فيك جوزيف بايرون ساكستون                                  | 26 سبتمبر 2017                    | 26 سبتمبر 2017                    |
| فيك جوزيف و بيرسي واتسون                                  | 10 أبريل 2018                     | 17 أبريل 2018                     |
| فيك جوزيف و نايجل ماكغينيس و بيرسي واتسون                 | 24 أبريل 2018                     | 12 يونيو 2018                     |
| فيك جوزيف و نايجل ماكغينيس و بيرسي واتسون                 | 26 يونيو 2018                     | 22 يناير 2019                     |
| توم فيليس و بيرسي واتسون                                  | 19 يونيو 2018                     | 19 يونيو 2018                     |
| فيك جوزيف و نايغل ماكغنيس و بيرسي واتسون و والي           | 21 أغسطس 2018 (خلال أول 30 دقيقة) | 21 أغسطس 2018 (خلال أول 30 دقيقة) |
| فيك جوزيف و نايجل ماكغينيس و أيدين إنغليش                 | 22 يناير 2019                     | 16 أبريل 2019                     |
| فيك جوزيف و نايجل ماكغينيس و أيدين إنغليش                 | 7 مايو 2019                       |                                   |
| فيك جوزيف و نايجل ماكغينيس و أيدين إنغليش                 | 21 مايو 2019                      | 11 يونيو 2019                     |
| فيك جوزيف و نايجل ماكغينيس و أيدين إنغليش                 | 25 يونيو 2019                     | 16 يوليو 2019                     |
| فيك جوزيف و نايجل ماكغينيس و أيدين إنغليش                 | 30 يوليو 2019                     | 20 أغسطس 2019                     |
| فيك جوزيف و نايجل ماكغينيس و أيدين إنغليش                 | 3 سبتمبر 2019                     |                                   |
| فيك جوزيف و أيدين إنغليش و ديفيد أوتونغا                  | 23 أبريل 2019                     | 23 أبريل 2019                     |
| فيك جوزيف و أيدين إنغليش و ديفيد أوتونغا و نايجل ماكغينيس | 30 أبريل 2019                     | 30 أبريل 2019                     |
| أيدين إنجليش و نايغل ماكغنيس و بيرسي واتسون               | 14 مايو 2019                      | 14 مايو 2019                      |
| أيدين إنجليش و نايغل ماكغنيس و توم فيليس                  | 18 يونيو 2019                     | 18 يونيو 2019                     |
| أيدين إنجليش و نايغل ماكغنيس و توم فيليس                  | 27 أغسطس 2019                     |                                   |
| فيك جوزيف و أيدين أنجليش                                  | 23 يوليو 2019                     | 23 يوليو 2019                     |
| فيك جوزيف و إيدين أنجليش ديو مادين                        | 10 سبتمبر 2019                    | 24 سبتمبر 2019                    |
| توم فيليس و إيدين أنجليش                                  | 11 أكتوبر 2019                    | حتي الآن                          |

### مذيع الحلبة
| معلن الحلبة    | بدأ الموعد                 | تاريخ الانتهاء             | ملاحظات                           |
| -------------- | -------------------------- | -------------------------- | --------------------------------- |
| جريج هاميلتون  | 29 نوفمبر 2016             | 28 مايو 2019               | مذيع حلبة عرضليلة الجمعة سماكدوون |
| جريج هاميلتون  | 11 يونيو 2019              | الحاضر                     | مذيع حلبة عرضليلة الجمعة سماكدوون |
| كايلا براكستون | 4 يونيو 2019 1 نوفمبر 2019 | 4 يونيو 2019 1 نوفمبر 2019 |                                   |

## روابط خارجية
- دبليو دبليو إي تو فايف لايف على موقع IMDb (الإنجليزية)
- دبليو دبليو إي تو فايف لايف على موقع كينوبويسك (الروسية)
- دبليو دبليو إي تو فايف لايف على موقع قاعدة بيانات الفيلم (الإنجليزية)
- الموقع الرسمي
- دبليو دبليو إي تو فايف لايف  في قاعدة بيانات الأفلام على الإنترنت (بالإنجليزية)(بالإنجليزية)